# أوتو فون موزر
أوتو فون موزر (بالألمانية: Otto von Moser) (و. 1860 – 1931 م) هو مؤرخ عسكري، ومؤلف ألماني، ولد في شتوتغارت، ويحمل رتبة عسكرية فريق أول، توفي في إسني إم آلغوي، عن عمر يناهز 71 عاماً.

## جوائز
حصل على جوائز منها:
- جائزة المنافسة العامة  [لغات أخرى]‏ (1946)
- قائد الفنون والآداب